# Paulinho (calciatore 1986)
Paulinho, pseudonimo di Paulo Sérgio Betanin (Caxias do Sul, 10 gennaio 1986), è un ex calciatore brasiliano, attaccante.

## Biografia
Paulinho è sposato con Maynara e ha un figlio, Yann Mattheus, nato il 28 maggio 2011. Possiede il passaporto e la cittadinanza italiana grazie alle sue origini venete. Il suo procuratore è Andrea Bagnoli, ex attaccante del Livorno degli anni novanta.

## Caratteristiche tecniche
Destro naturale, la sua posizione preferita è quella di prima punta, ma può giocare anche nei ruoli di seconda punta, trequartista ed esterno, grazie alla buona tecnica individuale e all'ottima visione di gioco. Negli ultimi anni tra Sorrento e Livorno ha dimostrato di possedere anche buone capacità realizzative. Pur non essendo molto alto, si fa valere egregiamente anche nel gioco aereo possiede inoltre buone doti acrobatiche.

## Carriera

### Club

#### Dalla Juventude al Livorno
Cresciuto calcisticamente nella Juventude, con cui disputa 9 partite, nell'estate 2004 viene acquistato dalla squadra italiana del Livorno, su segnalazione dell'ex-calciatore brasiliano Branco. Il 17 aprile 2005 esordisce in Serie A, subentrando ad Igor Protti al 75º minuto della sfida Livorno-Fiorentina 2-0. Conclude la sua prima stagione in Toscana disputando in totale 4 partite della Serie A 2004-2005.
L'anno seguente viene inserito nella Rosa degli amaranto come quarta punta, dietro a Palladino, Lucarelli e Bakayoko. La stagione lo vede impiegato in 11 partite di Campionato (ben 10 volte è partito dalla panchina).
Nel settembre 2006 fa esordio in Coppa Uefa nella vittoria in trasferta per 0-1 contro il Superfund.
Durante la sua terza stagione in Toscana segna, il 12 novembre 2006, il suo primo gol in Serie A durante la partita Catania-Livorno 3-2. Si ripete il 27 maggio seguente siglando la rete del definitivo 4 a 2 della sfida Livorno-Atalanta. Conclude la stagione con 20 presenze con 2 gol in Campionato, 2 partite con 1 gol in Coppa Italia e 4 presenze in Coppa UEFA.

#### Grosseto e il ritorno al Livorno
Il 5 luglio 2007 viene ceduto in prestito in Serie B, al Grosseto, dove gioca 31 partite di campionato siglando solamente 2 gol.
Nell'estate 2008 rientra al Livorno che nel frattempo è retrocesso in Serie B. Durante questo campionato non lascia il segno e, anzi, delude le aspettative: conclude la stagione con 14 presenze in Campionato, di cui solo 4 partendo da titolare, senza segnare nessun gol; gioca anche 3 partite in Coppa Italia dove realizza 2 assist.

#### Gli anni d'oro di Sorrento
Il 27 luglio 2009 viene ceduto in prestito con diritto di riscatto della metà del cartellino al Sorrento, in Lega Pro Prima Divisione, su segnalazione di Gennaro Ruotolo. Nella stagione gioca 33 partite di Campionato, mettendo a segno 15 gol.
Anche per l'anno 2010-2011 milita nel Sorrento, dove avviene la sua definitiva consacrazione: in 29 partite mette a segno ben 24 gol che gli consentono di chiudere la stagione in vetta alla classifica marcatori della Lega Pro Prima Divisione.. Nella gara con il Sud Tirol si infortuna all'avambraccio e perde la possibilità di giocare le ultime giornate di campionato e di disputare i play-off promozione. Gioca anche 2 partite di Coppa Italia realizzando un gol contro il Catanzaro.

#### Il nuovo ritorno a Livorno
Nel giugno 2011 torna al Livorno per fine prestito.
I primi 2 mesi di campionato sono difficili (nessuna marcatura all'attivo), ma il 5 novembre 2011 si sblocca siglando le sue prime reti in campionato con una doppietta contro il Pescara nella partita poi terminata 3 a 1. Concluderà poi la sua buona stagione con 13 reti in Campionato e 2 in Coppa Italia.
La stagione seguente è l'anno della svolta definitiva: in 41 partite di Campionato segna 20 gol e nelle gare dei Play-off promozione segna altri 3 gol in 4 partite. Il 2 giugno 2013 segna il goal decisivo nella finale play-off di ritorno contro l'Empoli che riporta il Livorno in Serie A dopo tre anni. La stagione successiva in Serie A mette a segno 15 reti in 34 presenze: queste non basteranno a salvare il Livorno ma consentiranno al giocatore di lasciare un segno nel cuore dei tifosi amaranto che apprezzeranno, oltre alle doti tecniche, il grande attaccamento alla maglia.

#### Al-Arabi
Il 20 luglio 2014 viene acquistato dall'Al-Arabi per 8 milioni di euro. Nell'agosto successivo realizza la sua prima rete nel 2-2 in trasferta contro l'Al-Gherafa. Il 31 ottobre 2014 realizza la sua prima e unica tripletta in Qatar nel 3-3 contro il Lekhwiya. Chiude la prima stagione con 11 realizzazioni in 23 partite disputate. Nel campionato 2015-2016, trova meno spazio, anche per qualche infortunio. In 15 presenze però va in gol ben 9 volte, risultando nuovamente tra i migliori dei suoi.

#### Il ritorno in Italia
Il 23 agosto 2017 viene ingaggiato dalla Cremonese. Veste la maglia numero 10 e si rende protagonista di un ottimo girone d'andata, non disputando però quello di ritorno a causa di un prolungato infortunio muscolare.
Il 1º luglio 2018 rimane svincolato alla fine del contratto, ma poi ritorna in squadra con un contratto annuale. Il 1º febbraio 2019 rescinde il contratto con la squadra grigiorossa.. Ma per problemi fisici, dati dai tanti infortuni, nell'estate del 2019, a soli 33 anni, decide di terminare la propria carriera.

### Nazionale
Ha fatto anche parte della Nazionale Under-20, diretta dal commissario tecnico Branco, con la quale ha giocato 20 partite e messo a segno 6 gol.

## Statistiche

### Presenze e reti nei club
| Stagione         | Squadra          | Campionato       | Campionato | Campionato | Coppe nazionali | Coppe nazionali | Coppe nazionali | Coppe continentali | Coppe continentali | Coppe continentali | Altre coppe | Altre coppe | Altre coppe | Totale | Totale |
| Stagione         | Squadra          | Comp             | Pres       | Reti       | Comp            | Pres            | Reti            | Comp               | Pres               | Reti               | Comp        | Pres        | Reti        | Pres   | Reti   |
| ---------------- | ---------------- | ---------------- | ---------- | ---------- | --------------- | --------------- | --------------- | ------------------ | ------------------ | ------------------ | ----------- | ----------- | ----------- | ------ | ------ |
| 2004             | Juventude        | A                | 9          | 0          | -               | -               | -               | -                  | -                  | -                  | -           | -           | -           | 9      | 0      |
| 2004-2005        | Livorno          | A                | 4          | 0          | CI              | 0               | 0               | -                  | -                  | -                  | -           | -           | -           | 4      | 0      |
| 2005-2006        | Livorno          | A                | 11         | 0          | CI              | 3               | 0               | -                  | -                  | -                  | -           | -           | -           | 14     | 0      |
| 2006-2007        | Livorno          | A                | 20         | 2          | CI              | 2               | 1               | CU                 | 4                  | 0                  | -           | -           | -           | 26     | 3      |
| 2007-2008        | Grosseto         | B                | 31         | 2          | CI              | 1               | 0               | -                  | -                  | -                  | -           | -           | -           | 32     | 2      |
| 2008-2009        | Livorno          | B                | 14         | 0          | CI              | 3               | 0               | -                  | -                  | -                  | -           | -           | -           | 17     | 0      |
| 2009-2010        | Sorrento         | 1D               | 33         | 15         | CI-LP           | 3               | 0               | -                  | -                  | -                  | -           | -           | -           | 36     | 15     |
| 2010-2011        | Sorrento         | 1D               | 29         | 24         | CI+CI-LP        | 2+0             | 1+0             | -                  | -                  | -                  | -           | -           | -           | 31     | 25     |
| Totale Sorrento  | Totale Sorrento  | Totale Sorrento  | 62         | 39         |                 | 5               | 1               |                    | -                  | -                  |             | -           | -           | 67     | 40     |
| 2011-2012        | Livorno          | B                | 38         | 13         | CI              | 2               | 2               | -                  | -                  | -                  | -           | -           | -           | 40     | 15     |
| 2012-2013        | Livorno          | B                | 41+4       | 20+3       | CI              | 2               | 0               | -                  | -                  | -                  | -           | -           | -           | 47     | 23     |
| 2013-2014        | Livorno          | A                | 35         | 15         | CI              | 1               | 0               | -                  | -                  | -                  | -           | -           | -           | 36     | 15     |
| Totale Livorno   | Totale Livorno   | Totale Livorno   | 163+4      | 50+3       |                 | 13              | 3               |                    | 4                  | 0                  |             | -           | -           | 184    | 56     |
| 2014-2015        | Al-Arabi         | QSL              | 23         | 11         | QPC             | 0               | 0               | -                  | -                  | -                  | -           | -           | -           | 23     | 11     |
| 2015-2016        | Al-Arabi         | QSL              | 20         | 12         | QPC             | 0               | 0               | -                  | -                  | -                  | -           | -           | -           | 20     | 12     |
| 2016-2017        | Al-Arabi         | QSL              | 14         | 1          | QPC             | 0               | 0               | -                  | -                  | -                  | -           | -           | -           | 14     | 1      |
| Totale Al-Arabi  | Totale Al-Arabi  | Totale Al-Arabi  | 57         | 24         |                 | 0               | 0               |                    | -                  | -                  |             | -           | -           | 57     | 24     |
| 2017-2018        | Cremonese        | B                | 16         | 5          | CI              | 0               | 0               | -                  | -                  | -                  | -           | -           | -           | 16     | 5      |
| 2018-feb. 2019   | Cremonese        | B                | 10         | 2          | CI              | 0               | 0               | -                  | -                  | -                  | -           | -           | -           | 10     | 2      |
| Totale Cremonese | Totale Cremonese | Totale Cremonese | 26         | 7          |                 | 0               | 0               |                    | -                  | -                  |             | -           | -           | 26     | 7      |
| Totale carriera  | Totale carriera  | Totale carriera  | 349+4      | 125        |                 | 19              | 4               |                    | 4                  | 0                  |             | -           | -           | 376    | 129    |

## Palmarès

### Individuale
- Capocannoniere della Lega Pro Prima Divisione: 1

2010-2011 (24 gol; girone A)